# کامنیتسا (بوینیک)
کامنیتسا (به صربی: Kamenica) یک منطقهٔ مسکونی در صربستان است که در بوینیک واقع شده‌است. کامنیتسا ۲۷۶ نفر جمعیت دارد.